# Elxokas
Joaquín «Elxokas» Domínguez Portela (Lugo, Galícia; 13 d'abril de 1991) és un influenciador, streamer, youtuber i creador de contingut a Twitch i Youtube.
Va iniciar-se com streamer l'any 2018 a la plataforma Twitch creant contingut del videojoc Warcraft. L'any 2019 ja era el creador de contingut més gran de la comunitat hispanoparlant en aquesta categoria. Durant la seva trajectòria s'ha ajuntat amb altres personatges famosos i influencers actuals com Ibai Llanos.
L'any 2021 va presentar EL XOKAST, un pòdcast on tracta amb persones i grups de música urbana, entre els seus trobem a Natos y Waor, Prok i SFDK. Elxokas ha aclarit que en un futur es realitzaran més entrevistes de la mateixa temàtica, assegurant que el projecte segueix en actiu.
Actualment té 1,63 milions de subscriptors al canal principal a YouTube, i es posiciona com a número 58 mundial de streamers i número 12 d'hispanoparlants amb més subscriptors a Twitch, amb 2.998.086 seguidors, per sota de celebritrats com Auronplay i Ibai Llanos.

## Biografia[calcitació]
Joaquín Domínguez Portela va néixer a Lugo, Galícia, el 13 d'abril de 1991. De pare corunyès i mare d'Abadín, una petita aldea de Lugo, actualment regenten una perruqueria al centre de Lugo.
De nen, Joaquín va cursar els seus estudis bàsics a Lugo, al col·legi Rosalía de Castro, mentre que la secundària la va realitzar a l'institut privat Fingoi. Al començament de la carrera universitària es va traslladar a Salamanca per cursar el grau de Publicitat i Màrqueting a la Universitat Pontificia. Un cop finalitzada la carrera, va començar el màster de postproducció audiovisual a Madrid.
L'any 2016 va iniciar la seva etapa com a post productor i editor de vídeo al club de futbol Reial Madrid. Durant l'estada al club madridista, també començà la seva etapa com a creador de contingut a YouTube, on pujava gameplays del videojoc League of Legends.
El 8 de gener de 2018, mentre treballava al Reial Madrid, va iniciar en la plataforma Twitch i es va especialitzar en el videojoc anomenat World of Warcraft, concretament en la seva primera versió estrenada al 2004. Es va convertir en el millor streamer d'Espanya d'aquest joc, i dels més destacats d'Europa, i va mantenir una mitjana d'entre 2.000 i 3.000 espectadors en cada retransmissió en directe.
El 27 d'agost de 2019 va renunciar al seu lloc de treball com a post productor, i va començar així la seva nova fase com a full-time streamer, dedicant-se únicament a la creació de contingut per a totes les seves xarxes socials i plataformes.
Al llarg de la seva etapa com a streamer, Elxokas ha fet créixer la seva quantitat de seguidors en totes les seves plataformes, provocant que altres creadors de contingut famosos, com per exemple Elrubius, l'invitessin a esdeveniments nacionals com l'organitzat el 9 de gener de 2021. Un dels majors esdeveniments creats entre la comunitat de streamers i youtubers, on Elxokas va tindre l'oportunitat d'explotar la seva habilitat comunicativa i d'aquesta manera convertir-se en un dels creadors de contingut més rellevants de la plataforma Twitch.
Durant la seva aparició en el videojoc Rust, es van produir gran quantitat de clips on Elxokas tractava temes d'actualitat, essent tres els més rellevants: «Esto no es un juego», «Impuestos en España» i «Fuga de celebridades a Andorra», donant la seva polèmica opinió respecte als diferents temes.
Després d'aquesta aparició en l'esdeveniment de Rust, el seu impacte juntament amb la viralització dels seus clips van tindre tanta repercussió, que va ser invitat a participar en diferents programes com La Resistencia de Movistar Plus, o pòdcasts de gran influència mediàtica com The Wild Project i Charlando Tranquilamente d'Ibai.
En el transcurs de l'any 2021 es van celebrar els premis ESLAND, on va ser nominat i finalment guanyador en la categoria «Streamer revelación del año».

## Polèmiques
Al llarg de la seva carrera com creador de contingut i especialment en aquest 2021, Elxokas s'ha enfrontat a diverses polèmiques generades arran de comentaris fora de context i errors que ell mateix ha reconegut cometre. Una de les polèmiques més importants amb relació a Elxokas va ser les multicomptes, on es va descobrir que l'streamer utilitzava comptes secundàries de la xarxa social Twitter per a defendre’s, insultar als seus haters i desprestigiar a companys de la plataforma.
L'altre gran controvèrsia va tindre lloc mentre l'streamer retransmetia un directe en viu on llegia els comentaris que els espectadors deixaven en el xat sobre el consum de drogues i alcohol en les sortides nocturnes, un dels seus seguidors li va reconèixer que li agradava anar a discoteques sense beure res per a fer-se «amic de les cambreres», la qual cosa li va recordar una manera de lligar que tenia un dels seus amics. Aquestes paraules van generar una polèmica i diversos comentaris i crítiques negatives cap a ElXokas a les diferents xarxes socials, alguns van ressaltar el poc valor ètic d'aquesta mena d'accions, altres persones han explicat com aquests discursos fomentaven «la cultura de la violació». En una entrevista amb la streamer Rocío Vidal, coneguda com La Gata de Schrödinger, va respondre a les crítiques comentant que havien malinterpretat i tret de context les seves paraules, aclarint que ell tenia la intenció de parlar sobre els problemes i els avantatges de sortir de festa bevent més que d'un comportament d'abús cap a les dones, alhora que va defensar al seu amic.
A començaments d'aquest any 2022, ha aconseguit un rècord en la plataforma Twitch, per haver aconseguit 1.2 milions d'espectadors simultanis mentre participava en l'esdeveniment de creadors de contingut Squid Games, sèrie del videojoc Minecraft inspirada en la reeixida sèrie estrenada a Netflix, arribant així a ser la tercera transmissió més vista en tota la plataforma fins al moment, per sota d'altres com la «Velada del año» d'Ibai amb 3.350.000 espectadors i TheGrefg amb 2.470.000 espectadors.

## Premis i nominacions
| Any  | Premi  | Categoría          | Resultat  |
| ---- | ------ | ------------------ | --------- |
| 2021 | ESLAND | Streamer revelació | Guanyador |